# Баруга (река)
 Тази статия е за реката.  За гората вижте Баруга.  
Баруга (на гръцки: Μπαρούγκα, на албански: Barugë или Baruga) е високопланинска река в Егейска Македония, Гърция, ляв приток на река Бистрица (Алакмонас).

## Описание
Реката извира от Грамос от граничен връх и тече на североизток. При прохода Казан прави остър завой и започна да тече на югоизток. Приема серия леви притоци, извиращи под връх Губел (2251 m). След като слезе в гористата зона, приема източна посока, минава южно под връх Петра (1614 m) и северно от изоставеното село Въртеник и се влива в Бистрица (в района наричана Белица) като ляв приток.
По течението на Баруга е разположена едноименната гора Баруга, която в 1986 година е обявена за защитен природен паметник на площ от 130 ha.